# Арбузовский
Арбузовский — поселок в составе Цильнинского городского поселения Цильнинского района Ульяновской области. 

## География
Находится в восточной части района на расстоянии примерно 2 километра на юго-восток по прямой от центра поселения поселка Цильна. 

## Население
Население составляло 37 человек в 2002 году (чуваши 84%), 34 по переписи 2010 года.